# Carlotta Ferrari
Carlotta Ferrari (Lodi, 27 gennaio 1830 – Bologna, 22 novembre 1907) è stata una poetessa e compositrice italiana.

## Biografia
Figlia di Luigi e Anna Morosini, studiò canto e pianoforte al Conservatorio di Milano, diplomandosi nel 1850. Si dedicò all'insegnamento e studiò ancora composizione con il maestro Alberto Mazzuccato esordendo a Milano il 25 luglio 1857 con il dramma lirico Ugo che ottenne un buon successo di pubblico e di critica, anche straniera. Si trasferì a Torino con la madre e la sorella minore, sua allieva di pianoforte, per insegnarvi canto e pianoforte.
Nel 1866 fece rappresentare a Lodi il dramma lirico Sofia, ancora una volta apprezzato da pubblico e critica, che le diede una notorietà tale da ricevere da Parigi la proposta di musicare un vaudeville: rifiutò, adducendo motivi di incompatibilità tra il suo stile musicale e il carattere licenzioso del varietà.
Il 19 gennaio 1868 fu eseguita una sua Messa nella cattedrale di Lodi, nuovamente con grande successo; fu la volta di commissioni pubbliche: il Municipio di Torino l'incaricò di comporre un Inno alla deputazione romana, eseguito a Torino il 12 ottobre 1870 per celebrare l'annessione della città di Roma al Regno d'Italia, e dal governo ricevette l'incarico di comporre una Messa da requiem in commemorazione di Carlo Alberto, eseguita a Torino il 22 luglio 1871, mentre a Cagliari veniva rappresentato il suo dramma lirico Eleonora d'Arborea.
Il successo ottenuto dalla sua attività di compositrice le valsero l'assegnazione dell'Ordine dei Santi Maurizio e Lazzaro e dell'Ordine al Merito civile di Savoia, che comportavano il percepimento di una piccola rendita, necessaria alla Ferrari che non fu mai una buona amministratrice dei frutti del proprio lavoro. Nel 1875 si trasferì con la madre a Bologna, dove fu eletta socia onoraria dell'Accademia filarmonica.
La Ferrari fu anche poetessa: nel 1853 aveva pubblicato la raccolta Prime poesie, nel 1857 le Nuove liriche, nel 1861 le Rime e nel 1867 il poema in dieci canti Dante Alighieri, mentre le valutazioni critiche Di alcuni pareri di critici esimi intorno a Dante, Beatrice, Gemma Donati e la donna gentile, le fecero ottenere nel 1889 la presidenza del Comitato femminile per il sesto centenario della scomparsa di Beatrice Portinari, con sede a Firenze.
Le composizioni poetiche furono raccolte nei quattro volumi Versi e prose, pubblicati nel 1879, che comprendono anche una sua Memoria documentata sulle mie opere musicali, oltre a due drammi e a due novelle. La sua ultima composizione poetica è l'ode Alla Maestà della regina Margherita nel primo anniversario del XXIX luglio MCM, pubblicata a Bologna nel 1901.
Il 27 maggio 2015 la città di Lodi inizia un percorso di riscoperta della figura di Carlotta Ferrari come compositirice. Per la prima volta viene eseguita, nella sua città natale, la Messa di requie per soli, coro e orchestra, presso il Teatro alle Vigne.